# الانقلابات في السودان
منذ حصوله على الاستقلال عام 1956، شهد السودان سلسلة طويلة من الانقلابات، بلغ مجموعها حوالي 19 محاولة انقلابية، نجحت 7 منها. وهذا يجعل السودان الدولة الإفريقية التي شهدت أكبر عدد من محاولات الانقلاب ويحتل المرتبة الثانية عالميًا بعد بوليفيا التي سجلت 23 محاولة انقلاب منذ عام 1950. في آخر التطورات، بدأ صراع السودان 2023 في 15 أبريل 2023، حيث شمل اشتباكات بين القوات المسلحة السودانية وقوات الدعم السريع شبه العسكرية، وكلاهما فصيلان في الحكومة العسكرية، مع التركيز على الخرطوم ومنطقة دارفور.

## الانقلابات

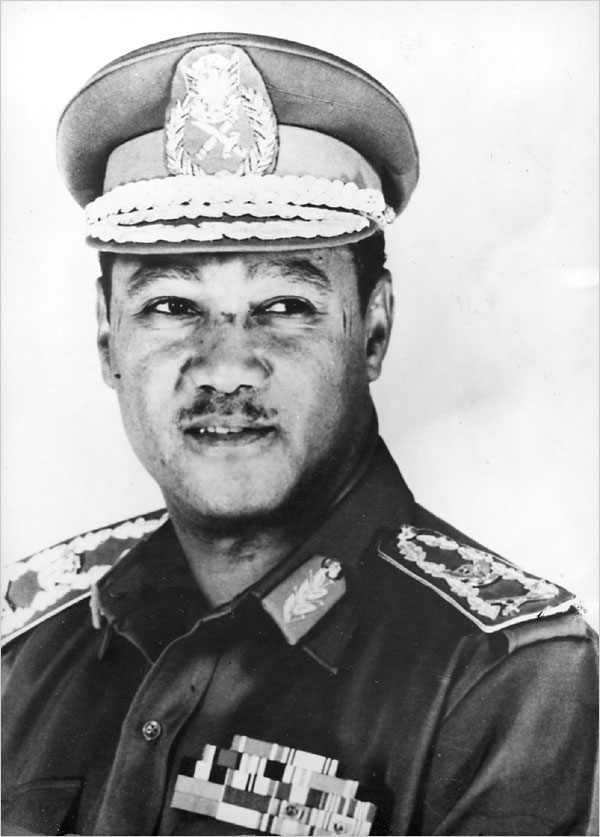
حاول جعفر النميري انقلابين ونجح في واحد ونجا من 4 انقلابات وأطيح به في انقلاب 1985

1. يونيو 1957: بعد عام واحد من استقلال السودان، وقع انقلاب فاشل بقيادة عبد الرحمن إسماعيل كبيدة للاستيلاء على السلطة من الحكومة الديمقراطية.[4][5] تم القبض على جعفر النميري، المتهم بدعم الانقلاب، ثم أعيد تعيينه في عام 1959.[6]
2. 17 نوفمبر 1958: انقلاب ذاتي غير دموي بقيادة رئيس الوزراء عبد الله خليل ضد الحكومة المدنية التي تشكلت بعد انتخابات 1958.[7] وقد شارك فيها حزب الأمة القومي بزعامة خليل، وحزب الشعب الديمقراطي،[8] وكبار جنرالات الجيش إبراهيم عبود وأحمد عبد الوهاب، بمعرفة الولايات المتحدة وبريطانيا العظمى.[9] وقد تقاعد خليل بعد ذلك بمعاش تقاعدي.[9]
3. 9 نوفمبر 1959: شهد السودان انقلابًا فاشلًا ضد نظام الفريق إبراهيم عبود.[10] وواجه المتآمرون، ومن بينهم الرشيد الطاهر بكر، المحاكمات، وتلقى بعضهم أحكامًا بالإعدام، وهي أول عمليات إعدام عسكرية في السودان بعد الاستقلال.[11][12] عبد الرحمن كبيدة، أحد المشاركين في محاولة انقلاب 1957، ظل في السجن حتى أطلق سراحه بعد ثورة أكتوبر 1964.[4]
4. 25 مايو 1969: نجح العقيد جعفر نميري في الإطاحة بحكومة الرئيس إسماعيل الأزهري. كان الانقلاب إيذانًا بنهاية العصر الديمقراطي الثاني في السودان، وشهد بداية حكم النميري الذي دام 16 عامًا.[13][14]
5. 19 يوليو 1971: أطاح الرائد هاشم العطا بالرئيس جعفر النميري لفترة وجيزة لكنه كان يفتقر إلى الدعم. وقام الموالون للنميري بالانقلاب المضاد وأعادوه إلى منصبه. ثم قام النميري بتعزيز حكمه، مما أدى إلى تقليص نفوذ أعضاء مجلس قيادة الثورة السابقين بحلول عام 1975.[15][16]
6. 5 سبتمبر 1975: حاول ضباط الجيش المتمردون المدعومين من الحزب الشيوعي السوداني القيام بانقلاب ضد الرئيس جعفر النميري، لكن القوات الموالية سرعان ما سحقت الانقلاب. وأصيب العميد حسن حسين عثمان [الإنجليزية] قائد الانقلاب، وتم تقديمه للمحاكمة العسكرية وإعدامه.[17]
7. 2 يوليو 1976: في أوائل عام 1972، فشل حوار النميري مع زعيم المعارضة شريف حسين الهندي [الإنجليزية]. في عام 1976، قوبلت محاولة الانقلاب التي قام بها الصادق المهدي بقيادة محمد نور سعد بالمقاومة، مما أدى إلى أسبوع من القتال العنيف وخسائر في صفوف المدنيين. وتلا ذلك مصالحة وطنية قصيرة، لكنها انتهت بسبب التوترات والخلافات المستمرة.[18]
8. 2 فبراير 1977: انقلاب جوبا، بقيادة 12 عضوًا سابقًا في القوات الجوية لأنيانيا، يهدف إلى الاستيلاء على مطار جوبا لكنه فشل.[19] وتم اعتقال أعضاء المجلس التنفيذي الأعلى، وتشير بعض المصادر إلى أن الجماعة حاولت إطلاق سراحهم من سجن جوبا.[20] قُتل الطيار هارولد بومان خلال الحادث.[21]
9. 6 أبريل 1985: الانقلاب قام به مجموعة من ضباط الجيش بقيادة وزير الدفاع القائد العام للقوات المسلحة المشير عبد الرحمن سوار الذهب، على حكومة الرئيس جعفر نميري.[22][23][24]

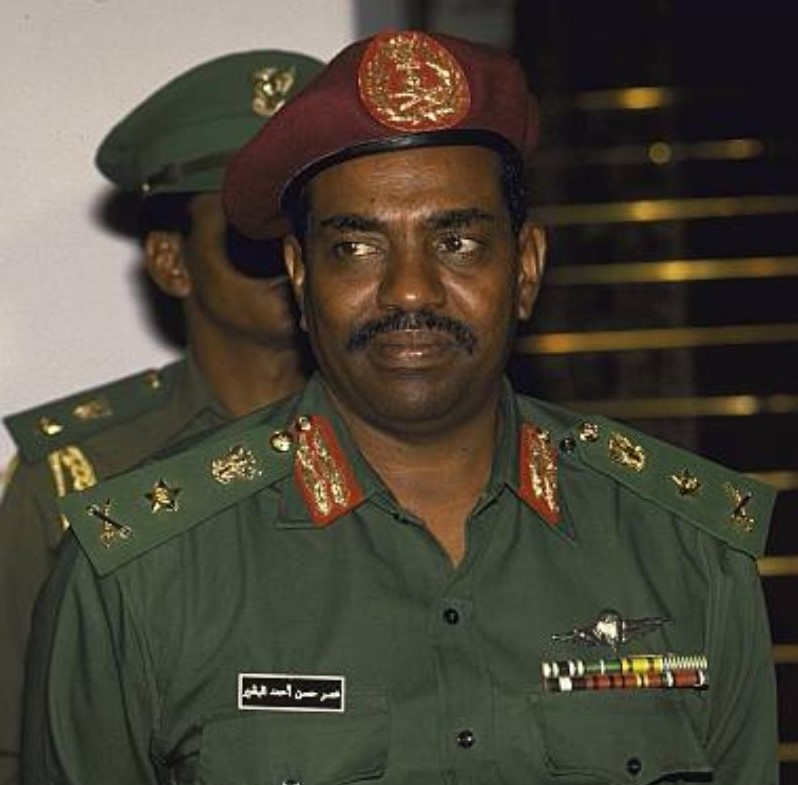
وصل البشير إلى السلطة بعد انقلاب وأطاح به واحد بعد نجاته من 5 محاولات

10. وصل البشير إلى السلطة بعد انقلاب وأطاح به واحد بعد نجاته من 5 محاولات30 يونيو 1989: أطاحت القوات المسلحة السودانية بالحكومة المنتخبة ديمقراطياً لرئيس الوزراء الصادق المهدي والرئيس أحمد الميرغني. قاد الانقلاب الضابط العسكري عمر البشير الذي تولى السلطة في أعقابه. وحكم البلاد لمدة 30 عامًا حتى تمت الإطاحة به في عام 2019.[25]
11. 23 أبريل 1990: تم تنظيمها من قبل ضباط متقاعدين وصغار الموالين، بهدف الإطاحة بالمجلس العسكري الحاكم بقيادة الفريق عمر البشير. وسحقت القوات الموالية الانقلاب، ووردت أنباء عن إطلاق نار في مواقع رئيسية. وتم اعتقال حوالي 30 ضابطاً وضابطاً متقاعداً.[26][27]
12. مارس 1992: قاد المحاولة العقيد أحمد خالد المتعاطف مع حزب البعث السوداني.[28][29][30] تم سحق الانقلاب بسرعة وتم سجن قادة المحاولة.[31][32][33]
13. مارس وسبتمبر 2004: كانت المحاولة ضد الرئيس عمر البشير وحكومته، مستلهمة زعماء المعارضة وحسن الترابي. وانتهت باعتقال ضباط الجيش خلال الأيام القليلة التالية. جرت محاولة انقلاب ثانية في سبتمبر 2004.[34][35]
14. 10 مايو 2008: داهمت حركة العدل والمساواة المتمردة في دارفور الخرطوم وأم درمان، مما أسفر عن مقتل أكثر من 220 شخصًا.[36][37] وكانت هذه هي المرة الأولى التي يصل فيها صراع دارفور إلى العاصمة، مما يمثل تصعيدًا كبيرًا في الصراع الذي أودى بحياة ما يصل إلى 300 ألف شخص وتسبب في نزوح 2.5 مليون منذ عام 2003.[38]
15. 22 نوفمبر 2012: بدأ الانقلاب ضد الرئيس عمر البشير كمحاولة للإطاحة بالحكومة بسبب صراعات خطيرة واضطرابات (خاصة الاحتجاجات السودانية 2011-2013 ) وتدهور الأوضاع. وذكرت وسائل إعلام أن 13 شخصا اعتقلوا خلال محاولة الانقلاب.[39][40]
16. 11 أبريل 2019: أطاحت القوات المسلحة السودانية بالرئيس عمر البشير بعد احتجاجات شعبية طالبت برحيله.[41] وحينها أطاح الجيش بقيادة أحمد عوض بن عوف بالحكومة والمجلس التشريعي القومي وأعلن حالة الطوارئ في البلاد لمدة 3 أشهر تليها فترة انتقالية مدتها عامين قبل أن يتم التوصل إلى اتفاق فيما بعد.[42]
17. 21 سبتمبر 2021: المحاولة كانت ضد مجلس السيادة السوداني.[43][44] وبحسب تقارير إعلامية، تم اعتقال ما لا يقل عن 40 ضابطاً. وقال متحدث باسم الحكومة إن من بينهم "فلول النظام البائد"،[45] في إشارة إلى مسؤولين سابقين في حكومة الرئيس عمر البشير، وأعضاء في سلاح المدرعات في البلاد.[46]
18. 25 أكتوبر 2021: الفريق أول عبد الفتاح البرهان يقوم بانقلاب عسكري في السودان[47]، ويعتقل مسؤولين حكوميين ويحل مجلس السيادة.[48] وتلا ذلك احتجاجات وإضرابات، مما أدى إلى المفاوضات.[49] أعاد اتفاق من 14 نقطة في نوفمبر رئيس الوزراء عبد الله حمدوك إلى منصبه، لكن الجماعات المدنية رفضته، واستقال حمدوك في يناير 2022 وسط احتجاجات مستمرة.[50]
19. 15 أبريل 2023: شهد السودان صراعًا مسلحًا بين الفصائل المتنافسة من الجيش والقوات المسلحة السودانية وقوات الدعم السريع، مع اشتباكات في الخرطوم ودارفور. وانضمت الحركة الشعبية لتحرير السودان - شمال بقيادة عبد العزيز الحلو وجماعات متمردة أخرى إلى المعركة.[51][52]